# Astragalus grubovii
Astragalus grubovii es una especie de planta del género Astragalus, de la familia de las leguminosas, orden Fabales.

## Distribución
Astragalus grubovii se distribuye por China y Mongolia.

## Taxonomía
Fue descrita científicamente por Sanchir. Fue publicada en Bot. Zhurn. (Moscow & Leningrad) 59(3): 367 (1974).